# منطقه نمونه گردشگری گهر بوستان
منطقه نمونه گردشگری گهر بوستان یا گهرپارک یک منطقه نمونه گردشگری در شهرستان سیرجان در استان کرمان است. دهکده گهر یکی از بزرگترین بوستان جنوب کشور است. گهر بوستان‌ سیرجان، دهکده‌ای تفریحی است که در مساحتی با متراژ ذ(مفید و غیر مفید) حدود ۶ میلیون متر مربع (۵۸۹۵۶۸۹ متر مربع) و در راستای ایفای مسئولیت‌های اجتماعی توسط شرکت معدنی و صنعتی گل گهر احداث شد. آغاز احداث این پارک سال ۱۴۰۰ بود، و از سال ۱۴۰۲ به‌طور آزمایشی مورد بهره‌برداری قرار گرفت.
قسمت‌های مختلف مجموعه (تا به امروز) به شرح زیر می‌باشد:
شهربازی سرپوشیده کودک، ترن هوایی، زیپ لاین، بانجی جامپینگ، پارک آبی، باغ وحش، آبشار، دریاچه، رستوران ساحلی، اقامتگاه بومگردی، هتل، پارک کوهستانی، انواع رستوران و کافی شاپ و …
همچنین پروژه احداث ۴ گلخانه، ذخیره سازی انرژی، ایجاد زیر ساخت‌های لازم جهت استفاده از انرژی‌های تجدید پذیرنیز لایق توجه بسیاری ست.
گلخانه‌هایی با فناوری روز دنیا که سازه‌هایی عظیم دارد . بزرگترین گلخانه آن سازه‌ای با ارتفاع ۵۰ متر و بدون ستون می‌باشد.

## دیدنی‌های گهر بوستان سیرجان
میدان ساعت
میدان تراک
المان ورزشی
آبشار و رودخانه مصنوعی
دریاجه مصنوعی
پل منظر
آمفی تئاتر روباز
موزه خزندگان
کبوترخانه
سکوی عکاسی سیرجان
مجموعه عشایری
میدان ساعت:
این میدان که با چمن، گل و نخل مزین شده، در میانه خود یک صخره به ارتفاع ۴۷ متر دارد که روی آن دومین ساعت بزرگ خاورمیانه به قطر ۱۰ متر و مساحت ۳۱۴ مترمربع و همچنین میله پرچمی به ارتفاع ۸۹ متر جانمایی شده. مساحت میدان صخره‌ای معادل ۳۱۴۱۵ مترمربع و شعاع ۱۰۰ متر است و بازدیدکنندگان در سیاحت خود در مجموعه گهر بوستان سیرجان می‌توانند در این میدان توقف کرده و در کنار دومین ساعت بزرگ خاورمیانه، عکس یادگاری بگیرند.
میدان تراک گهر بوستان:
ابتدای ورودی دهکده گردشگری گهربوستان، میدان تراک به مساحت ۷۹۰۰ متر مربع واقع شده تا بازدیدکنندگان با فضایی شبیه سازی شده از میادین گود برداری معدن آشنا شوند. در قسمت ضلع شرقی این میدان، لوگوی مجموعه گهربوستان با شعاع ۲۴ متر و مساحت ۱۸۱۰ متر مربع و در ضلع جنوبی آن یک دستگاه دام تراک و شبیه سازی پله‌های پیت معدن با فضایی معادل ۳۲۴۰ مترمربع ایجاد شده است. این میدان بازدید کننده را با گود برداری‌های ایجاد شده توسط تراک و ساختار این دستگاه عظیم الجثه آشنا می‌کند.
آبشار و رودخانه مصنوعی:
سیرجان شهری کویری است، اما با تلاش مسئولان گهربوستان، فضایی فراهم آمده تا طراوت آب و آبشار در دل کویر احساس شود. آبشار و رودخانه مصنوعی گهربوستان در دره درق، شما را با طبیعتی زیبا آشنا کرده و فرصت شنیدن صدای گوش نواز برخورد آب با صخره و نوای دلنشین پرندگان بر فراز رودخانه مصنوعی که دل این دره را می‌شکافد فراهم آورده. کافی است در آلاچیق‌هایی که در اطراف این آبشار و دریاچه تعبیه شده بنشینید و از زیبایی‌های دل انگیز تلاقی آب و صخره لذت ببرید.
دریاچه مصنوعی گهربوستان سیرجان
علاقمندان به جاذبه‌های دریایی می‌توانند از منظره فوق العاده چشم نواز دریاچه گهر بوستان لذت برده، دور دریاچه قدم بزنند، قایق سواری کنند و لطافت هوای اطراف دریاچه را میهمان ریه‌های خود کنند. مساحت دریاچه با محوطه ۱۷۲۰۰۰ متر مربع است که با فضاهایی، چون رستوران، پل منظر و… پذیرای طبیعت دوستان است.
دریاچه نیز در مساحتی با متراژ ۸۲۸۱۸ متر مربع و حداکثر عمق ۴/۴۰ متر ایجاد شده که ظرفیت کل آن به ۲۶۰ هزار متر مکعب می‌رسد. بهتر است تنها از زیبایی‌های دریاچه لذت ببرید و برای در امان ماندن از خطرات احتمالی، زیاد به آب دریاچه نزدیک نشوید.